# Nihoa vanuatu
Nihoa vanuatu is een spinnensoort uit de familie Barychelidae. De soort komt voor in Vanuatu.